# Rosalia novempunctata
Rosalia novempunctata là một loài bọ cánh cứng trong họ Cerambycidae.